# نوربرت كوفاكس
نوربرت كوفاكس (بالمجرية: Kovács Norbert)‏ (مواليد 13 فبراير 1988) هو سبّاح مجري، مثّل بلاده في الألعاب الأولمبية الصيفية 2008.

## روابط خارجية
نوربرت كوڤاتش على موقع الاتحاد الدولي للسباحة (الإنجليزية)
- نوربرت كوڤاتش على موقع أوليمبيديا (الإنجليزية)